# Aurélien Ducroz
 (mars 2009).
Si vous disposez d'ouvrages ou d'articles de référence ou si vous connaissez des sites web de qualité traitant du thème abordé ici, merci de compléter l'article en donnant les références utiles à sa vérifiabilité et en les liant à la section « Notes et références ».
Pour les articles homonymes, voir Ducroz.
Aurélien Ducroz, né le 20 octobre 1982 à Chamonix, est un skieur freerider ainsi qu'un skipper et navigateur français, originaire de la vallée de Chamonix.

## Biographie
Fils d'un guide chamoniard et d'une monitrice de ski, il s'oriente tout naturellement vers les sports alpins. Il commence la compétition avec le ski alpin, avant de rapidement s'orienter vers le saut à ski, discipline qui lui vaudra une qualification en équipe de France et deux titres de Champion de France junior.
En quête de nouvelles sensations, de plus de liberté et de terrains sauvages, il développe sa pratique du snowboard et de la haute montagne et atteint le haut niveau. Il est sélectionné, notamment pour sa fluidité dans les descentes et les sauts, pour doubler l'acteur principal du long métrage Snowboarder (2003).
Il se spécialise dès lors dans le freeride en ski. Il intègre le circuit du World Tour où il remporte des titres prestigieux (Engadine snow, Xtreme de Verbier, Coupe du Monde de Snowbird aux États-Unis). En mars 2009, il est sacré Champion du Monde de Ski Freeride à Verbier.
Parallèlement à sa carrière de freerider, il participe à des courses à la voile comme la minitransat 2011, les transat Jacques Vabre 2013, 2017 et 2019, ou le tour de France à la voile.

## Palmarès en ski
- 2015 : Vainqueur de l 'Xtreme de Verbier pour la 4e fois, c'est le record du monde
- 2011 : Vainqueur de l'Xtreme de Verbier et remporte le freeride World tour 2011
- 2009 :
  - Vainqueur de l'Xtreme de Verbier
  - Champion du monde de Ski Freeride (Freeride World Tour 2009)
- 2008 : 3e au classement Freeride World Tour 2008
- 2006-2007 : Vainqueur de la coupe du monde de Snowbird (USA) et 3e au classement final de la Coupe du Monde
- 2005-2006 : Vainqueur de l’Engadinesnow (CH), Vainqueur de L’Xtrême de Verbier (CH)
- 2004-2005 : Vice-Champion du Monde de Freeride
- 2003-2004 : Intégration sur le circuit Coupe du Monde : 3e au classement final de la Coupe du Monde
- 1996-2002 : Sélection en Équipe de France de Saut à ski : 3 titres de champion de France junior

## Palmarès à la voile
Résultats voile Classe Mini.
Résultats voile Classe40.
- 2023 : 

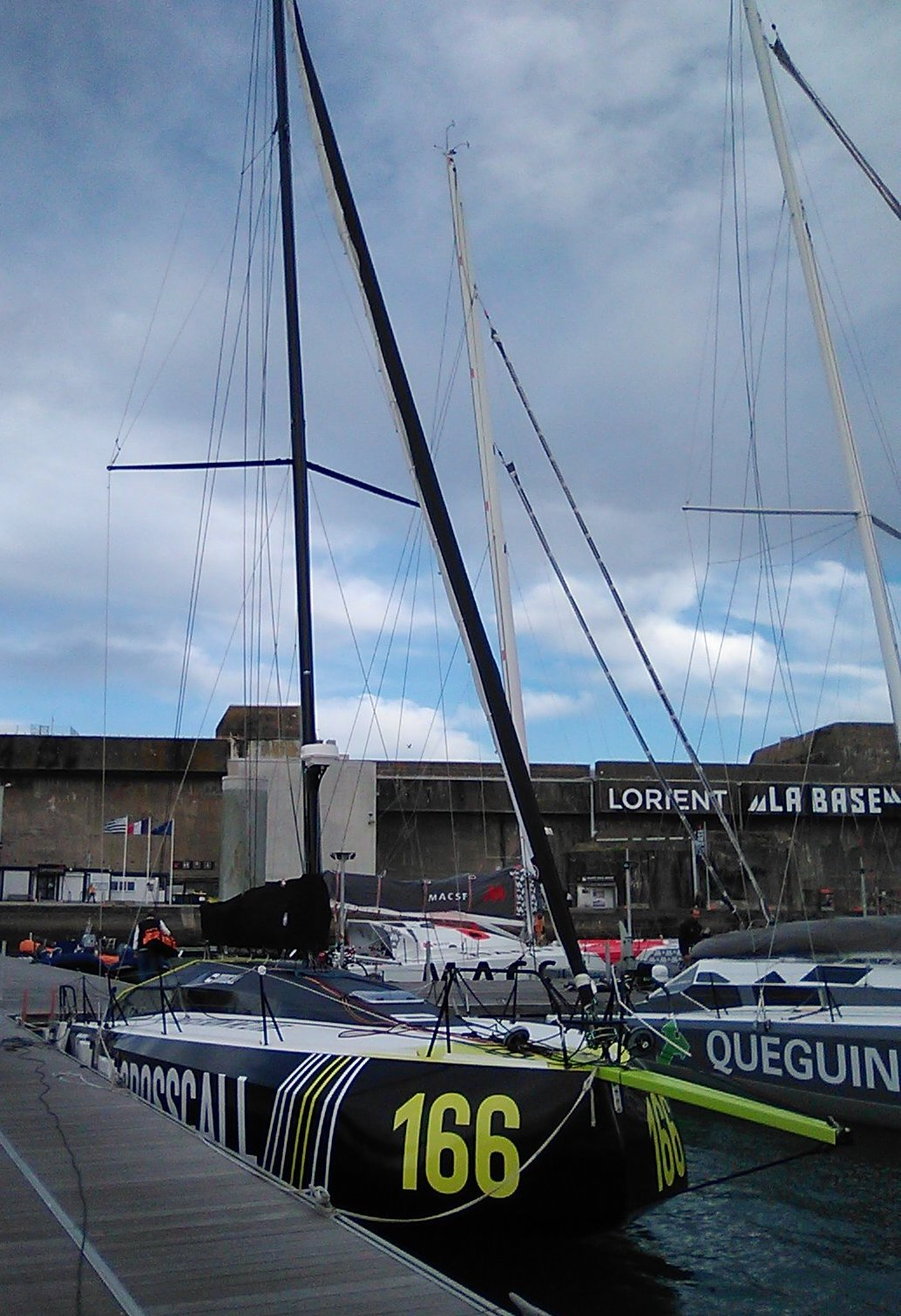
Le Class40 Crosscall d'Aurélien Ducroz à Lorient, en octobre 2022.

  - 6e de la 9e édition de la course Les Sables-Horta-Les Sables avec Vincent Riou sur le Class40 Crosscall (#166)
  - 9e de la CIC Normandy Channel Race avec Vincent Riou sur le Class40 Crosscall (#166)
  - 5e de l'Armen Race sur le Class40 Crosscall (#166)
- 2021 :
  - 22e de la Transat Jacques-Vabre avec David Sineau dans la catégorie Class40 sur Crosscall
  - 9e de la Rolex Fastnet Race avec David Sineau et Eric Gachet dans la catégorie Class40 sur Crosscall
  - 8e de la course Les Sables-Horta avec David Sineau dans la catégorie Class40 sur Crosscall
- 2019 :
  - 5e de la Transat Jacques-Vabre avec Louis Duc dans la catégorie Class40 sur Crosscall Chamonix Mont-Blanc
  - 3e de la La 40' Malouine SACIB avec Louis Duc dans la catégorie Class40 sur Crosscall Chamonix-Mont Blanc
  - 5e de la Normandy Channel Race avec Louis Duc dans la catégorie Class40 sur Rèves
- 2017 :
  - 13e de la Transat Jacques-Vabre avec Romain Attanasio dans la catégorie des IMOCA sur Famille Mary - Etamine Du Lys
  - 10e du Tour de France à la voile sur Coved-Paprec
- 2016 : 4e du Tour de France à la voile sur Team Coved avec Laurent Voiron, Olivier Backes et Eric Peron
- 2015 : 9e du Tour de France à la voile sur LaFranceDuNordAuSud.fr avec Laurent Voiron, Olivier Backes et Gurvan Bontemps[5]
- 2013 :
  - 4e de la Transat Jacques-Vabre : Le Havre / Itajaí (Brésil), sur le Class40 98 - watt&sea, Région Poitou-Charentes, en double, avec Yannick Bestaven
  - 6e de la Demi-Clé 6,50 (Locmiquélic - Pornichet) catégorie prototype, avec Bertrand Delesne
- 2012 : 14e de la Transat Québec-Saint-Malo sur le Class40 Latitude Neige-Longitude Mer  (Initiatives Alex Olivier), avec Thomas Le Breton et Eric Peron[6]
- 2011 :
  - Champion du monde de Ski Freeride (Freeride World Tour 2011)
  - 19e de la Mini-Fastnet catégorie prototype, avec Isabelle Magois
  - 21e du Trophée MAP catégorie prototype
  - 9e de la Demi-Clé 6,50 (Locmiquélic - Pornichet) catégorie prototype, avec Sébastien Josse
- 2010 :
  - 16e de la Mini-Fastnet catégorie prototype, avec Gildas Mahé
  - 18e du Trophée MAP catégorie prototype
  - 3e de la Demi-Clé 6,50 (Locmiquélic - Pornichet) catégorie prototype, avec David Sineau
- 2007 : 7e de l'Open Sail Simrad B&G (Locmiquélic - Port Bourgenay) catégorie prototype, avec Adrien Hardy